# Choaspes benjaminii
Choaspes benjaminii is een vlinder uit de familie van de dikkopjes (Hesperiidae). De wetenschappelijke naam van de soort is voor het eerst geldig gepubliceerd in 1843 door Félix Édouard Guérin-Méneville.